# Art copte
 (mai 2024).

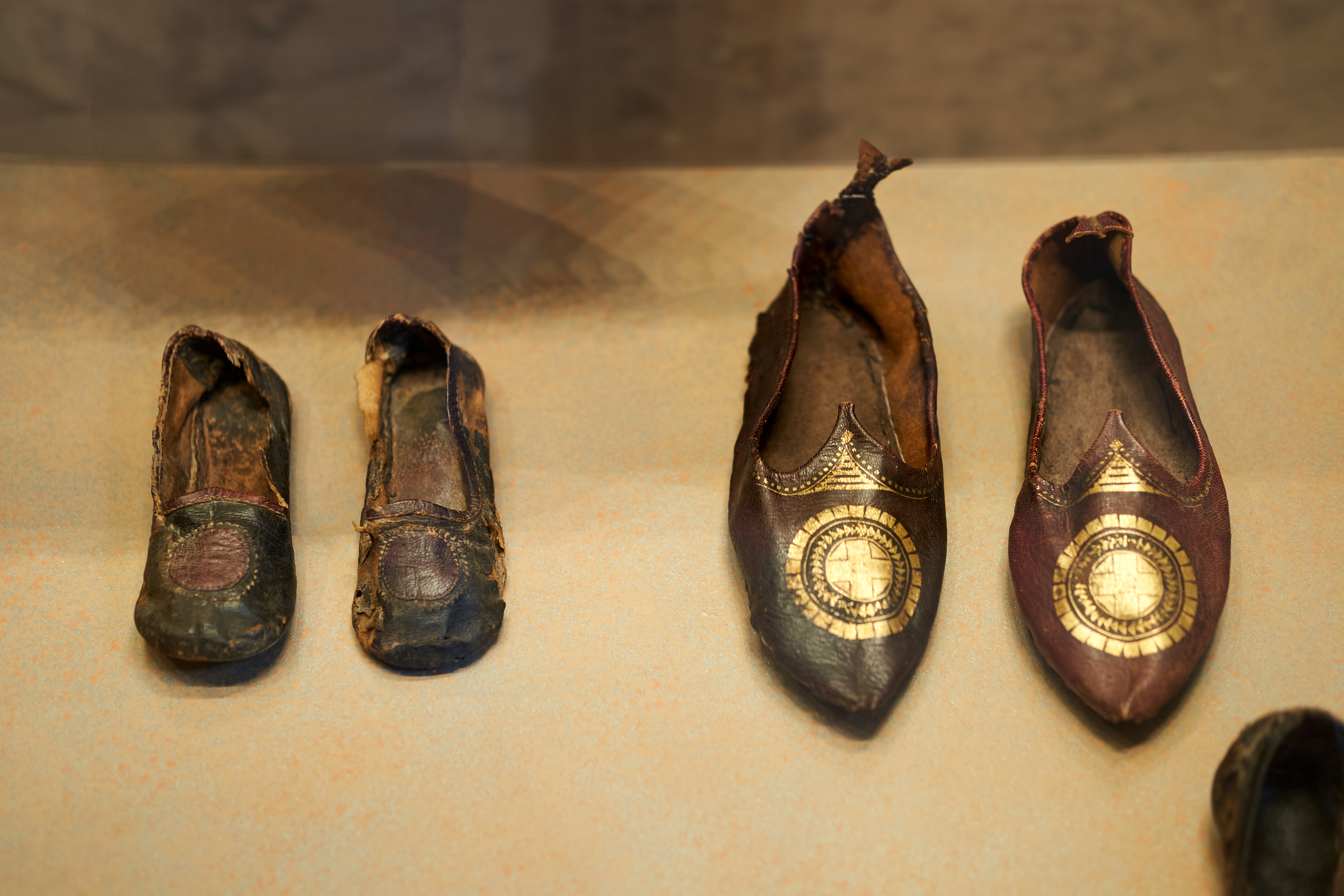
Exemple d'art copte : paires de chaussures en cuir. Inv. n° 504-505. Athènes, Musée byzantin et chrétien.

L'art copte désigne l'ensemble des productions artistiques des populations chrétiennes d'Égypte pendant la période comprenant la fin de l'occupation romaine, la période byzantine et une partie de la période islamique. On considère donc en général qu'il représente la période comprise entre le IIIe siècle et le XIIe siècle.
C'est un art héritier de nombreuses influences, à savoir pharaoniques, gréco-romaines et orientales. Les formes de cet art sont nombreuses : sculpture sur bois et pierre, textiles décorés, peinture murale et icônes, manuscrits enluminés et enfin architecture, religieuse principalement.
Une des problématiques récurrentes de l'art copte est sa difficulté de datation : elle se fait souvent à un ou deux siècles près, du fait des lacunes de documentation et du manque de rigueur des fouilles archéologiques du début du XXe siècle.
Les principaux musées accueillant des collections coptes sont le Musée copte du Caire et le Musée du Louvre.

## Naissance de l'art copte
L'art copte naît entre le IIe siècle et le IVe siècle en Égypte. L'art est alors un mélange d'influences pharaoniques et romaines : l'art égyptien connaît ses derniers instants de vie, la romanisation est fortement perceptible dans l'art.
Les portraits du Fayoum (Ier siècle) sont une expression privilégiée de cet art aux influences variées : la momification des défunts est une pratique héritée de l'Égypte Antique. Les sarcophages contenant ces momies présentent au niveau du visage du mort un portrait, peint ou sur le linceul ou sur des planchettes de bois. Ces portraits, d'un fort réalisme sont issus d'un art gréco-romain, alors que le processus de momification est pour sa part un procédé caractéristique du monde égyptien.
Ces portraits annoncent donc la naissance d'un art à part, quoique fortement influencé par la tradition pharaonique et gréco-romaine.

### Influence byzantine
L'empereur Constantin, à la suite de sa victoire à la bataille du Pont Milvius en 312, s'est converti au christianisme. Le symbole de la Croix accompagnée du Chrisme s'imposa définitivement comme signe de victoire. Cette croix est souvent reproduite dans les absides des églises d'Égypte du VIe siècle (Mar Kyriakos à Arnas et Mar Azizael à Kerf Zeh).

## Principales caractéristiques

### Un art sous influences
L'art copte, bien qu'il soit un art en lui-même, a toujours dû composer avec de fortes influences, aussi bien stylistiques qu'iconographiques.

#### Les influences stylistiques
L'Égypte, tout d'abord sous administration grecque puis romaine a fortement repris les bases de l'art gréco-romain. Cette influence, très forte au début va s'estomper peu à peu.
Ainsi à ses débuts, l'art copte est très proche de l'art hellénistique, notamment dans les textiles : volonté de réalisme, couleurs réalistes et nuancées. Même plus tardivement, les postures des personnages sont souvent directement inspirées de la  statuaire grecque.
Dans la sculpture, cette même influence hellénistique se retrouve, par exemple dans le modelé doux ou le style des chapiteaux. Les chapiteaux, notamment ceux issus de l'église sud du Monastère de Baouit conservés au Musée du Louvre présentent aussi parfois une forte parenté avec les chapiteaux byzantins.

#### Une iconographie héritée
Bien que largement chrétienne, l'Égypte va continuer à réutiliser de nombreux thèmes païens, issus pour la plupart de la mythologie gréco-romaine : les décors païens sont même majoritaires, les décors chrétiens à proprement parler sont relativement rares. Les représentations les plus fréquentes sont ainsi celles de Dionysos, mais aussi celles d'Aphrodite, Artémis etc.
Contrairement à ce qu'on pourrait croire, les influences pharaoniques sont pour leur part limitées : les chrétiens semblent avoir vite tourné le dos à leur héritage païen. On retrouve néanmoins fréquemment la croix de vie Ânkh, qui va être récupérée par les chrétiens comme symbole religieux. On retrouve aussi de nombreuses représentations dites « nilotiques » : elles sont la continuité du culte du fleuve Nil, source de vie pour l'Égypte entière : y sont donc représentés de nombreux Putti jouant dans les buissons ou dans l'eau, des scènes de pêche, etc. On retrouve aussi une influence dans l'absence de perspective et de profondeur, les couleurs traitées en aplat, les fonds neutres.
Enfin l'influence orientale est aussi bien perceptible, par l'abondance des décors végétaux, géométriques. Cette influence se renforcera par suite des contacts avec les Perses Sassanides.

### Un art original
L'importance de ces influences ne doit pas nous faire perdre de vue que l'art copte est un art original, avec des caractéristiques qui lui sont propres.
Une œuvre copte est reconnaissable grâce aux critères suivants :
- les représentations présentent presque toujours une stricte frontalité ;
- les formes ont un aspect arrondi, voire ovale ;
- les proportions du corps humain sont rarement respectées : le corps semble « tassé » et la tête surdimensionnée ;
- les représentations vont droit au but et à l'expressivité : les détails sont rares ;
- plus anecdotique, les personnages sont la plupart du temps pourvus de grands yeux ronds écarquillés.

## Les différentes formes de l'art copte

### La sculpture
La sculpture copte concerne deux matériaux principaux : la pierre et le bois. Elle se caractérise, entre autres par l'extrême rareté de la représentation en ronde-bosse : la quasi-totalité des sculptures sont des reliefs. Ces sculptures sont ou bien des éléments de décor architectural, ou des sculptures associées aux nécropoles, comme celle d'Ahnas-El-Medineh (Sud du Fayoum).
Les formes sont diverses : ce sont la plupart du temps des reliefs figurés ou des frises végétales ou géométriques ou encore des corniches.
Pour la sculpture sur bois, les essences utilisées sont principalement le figuier, l'acacia et le tamaris.
En ce qui concerne la sculpture sur pierre, les matériaux utilisés sont le calcaire et le grès, mais aussi parfois le marbre et le granit. Les pierres sont fréquemment récupérées dans des monuments antérieurs, d'époque pharaonique par exemple.
Ces sculptures sont souvent associées à une polychromie, aujourd'hui largement disparue.

### Les tissus
L'art du textile copte apparaît entre les IVe et VIIe siècles, sous l'occupation byzantine (période à laquelle se répand la chrétienté en Égypte), et perdure jusqu'au XIIe siècle, sous la domination musulmane. Cet art copte est le manifeste d'une communauté qui naît et qui tente de faire sa place dans une région mouvante et prise pour cible par les différents empires qui l'entoure.
Il y a plusieurs étapes à la fabrication des tissus coptes : le filage, le tissage, la teinture et, enfin, différents procédés d'ornementation. Par ailleurs, les tissus coptes sont le plus souvent fabriqués avec des fibres de lin.

## Reconnaissance de l'art copte

### À la découverte de l'art copte
Malgré les influences diverses et les dominations successives qu'a subies l'Égypte, un art copte spécifique émerge au début du christianisme. Il s'agit alors d'un art populaire qui naît et qui va connaître un important développement avec le monachisme, avant de connaître son « âge d'or » entre le Ve et le VIIe siècle. Il perd de sa force et de son authenticité avec la domination musulmane, même si les artisans et les artistes coptes arrivent encore à s'imposer. Actuellement, avec le nouveau souffle qui anime la communauté à tous les niveaux —  notamment religieux et spirituel — l'art copte connaît une d'intense renouveau impulsé par des artistes comme Isaac Fanous, fiers de leurs traditions et à la recherche de leurs racines.